# Ossenhaas

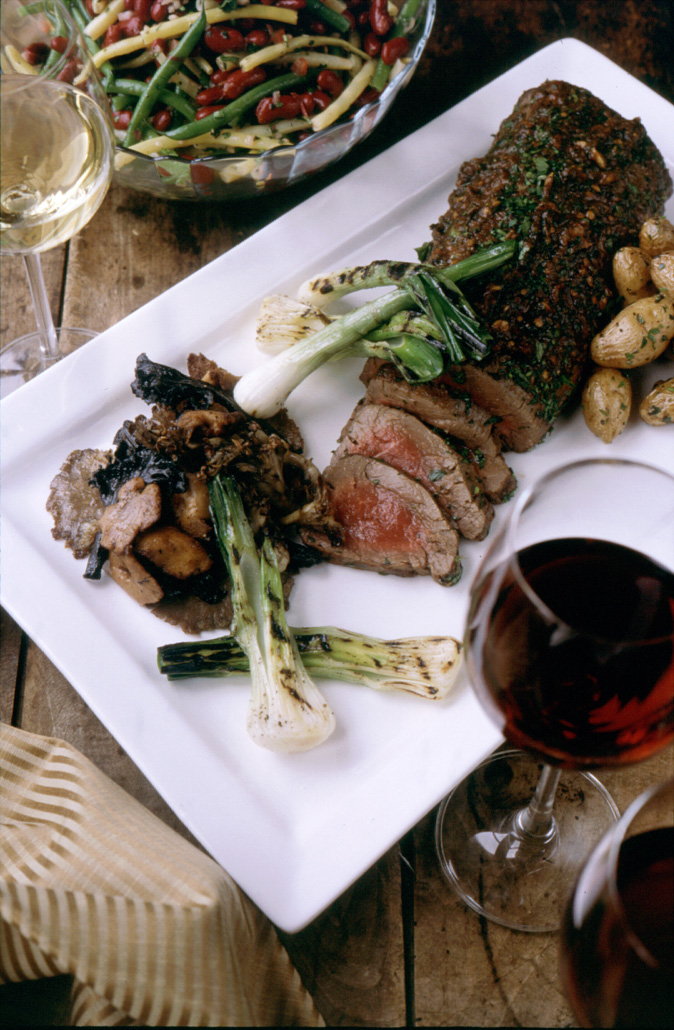
Ossenhaas

De ossenhaas ook wel runderhaas genoemd is de benaming voor een deel van de lende (rug) van het rund. Aangezien dit vleesdeel uit het rund wordt gesneden en slechts zelden uit een gecastreerde stier of os is de benaming runderhaas nauwkeuriger.
Deze spier, de musculus psoas major, ligt op de lendenwervels, in de buikholte en loopt via het bekken door tot het bovenbeen bij de heup. De spier heeft een fijne structuur en vrijwel geen vet of bindweefsel; daardoor is deze het malste vlees van het rund.
Het vleesdeel wordt nog opgesplitst in vier delen: de kop van de haas, het middenstuk, de punt en de (minder goed eetbare) ketting van de runderhaas.
De kop van de haas (kophaas) is het stugste deel van de ossenhaas. Het middelste deel is het zachtste deel en hier worden dan ook tournedos en chateaubriands van gesneden. De punt, het smalste stuk, wordt vaak gebruikt voor ossenhaasstukjes. De ketting loopt langs de gehele ossenhaas.
Als de lende niet gesplitst wordt en de entrecote (dunne lende) en runderhaas nog via de lendenwervel met elkaar verbonden zijn en in steaks wordt gehakt of gezaagd, spreekt men van een T-bonesteak.

Positie van de runderhaas (in het Engels: tenderloin) in het rund